# Natação nos Jogos Pan-Americanos de 2007 - 100 m livre feminino
O evento dos 100 m livre feminino nos Jogos Pan-Americanos de 2007 foi realizado no Rio de Janeiro, Brasil, com a final realizada em 22 de julho de 2007.

## Medalhistas
| Ouro   | VEN Arlene Semeco   |
| Prata  | BRA Flávia Delaroli |
| Bronze | PUR Vanessa García  |

## Resultados

### Final
| Posição | Nadadora                | Tempo |
| ------- | ----------------------- | ----- |
| 1       | Arlene Semeco (VEN)     | 55.78 |
| 2       | Flávia Delaroli (BRA)   | 55.84 |
| 3       | Vanessa García (PUR)    | 56.61 |
| 4       | Lauren Thies (USA)      | 56.67 |
| 5       | Elizabeth Collins (CAN) | 56.81 |
| 6       | Seanna Mitchell (CAN)   | 57.04 |
| 7       | Liliana Ibañez (MEX)    | 57.33 |
| —       | Rebeca Gusmão (BRA)     | 55.17 |